# 15810 Arawn

15810 Arawn

15810 Arawn eller 1994 JR1 är en småplanet som kretsar kring solen i en bana som helt ligger bortom Neptunus. Det är det första objektet som bekräftades vara en kvasimåne till Pluto.

## Upptäckt, bana och fysikaliska egenskaper
15810 Arawn upptäcktes den 12 maj 1994 av astronomerna M. J. Irwin och A. Zytkow med hjälp av ett 2,5 meters Isaac Newton-teleskop vid Roque de los Muchachos-observatorium på ön La Palma. Det är en plutino, så den är infångad i en 2:3-medelrörelseresonans med Neptunus, i likhet med dvärgplaneten Pluto (den största kända plutinon). Objektet har perihelium (närmast förhållningssätt till solen) 34,753 AE och aphelium (längsta avståndet från solen) 43,722 AE, så det kretsar i en relativt excentrisk bana helt bortom Neptunus. Det är cirka 127 kilometer i diameter.

## Namn
Den är uppkallad efter Arawn i keltisk mytologi.

## Kvasimånens dynamiska tillstånd och orbitalevolution
15810 Arawn följer för närvarande en kvasimånslinga runt Pluto. I motsats till 2002 VE68 och (309239) 2007 RW10 är tillståndet som kvasimåne främst till följd av att resonanser med Neptunus inte orsakas av en diskret närkontakt med en annan kropp. Detta dynamiska beteende är återkommande – objektet är en plutonisk kvasimåne vart tvåmiljonte år och förblir i den fasen i nästan 350 000 år.

## Ursprung
15810 Arawn rör sig i en mycket stabil bana, troligen lika stabil som Plutos. Detta tyder på att det kan vara en primordiell plutino som bildades ungefär samtidigt Pluto själv och Charon. Det är osannolikt att det är relativt nytt skräp med sitt ursprung i kollisioner inom Plutos system eller ett infångat objekt.